# La pantera rosa ataca de nuevo
The Pink Panther Strikes Again (La pantera rosa ataca de nuevo en español) es una película británico-estadounidense de 1976, dirigida por Blake Edwards. Protagonizada por Peter Sellers, Herbert Lom, Lesley-Anne Down, Burt Kwouk, Colin Blakely.
Ganadora del premio Premios WGA 1977, otorgado por Writers Guild of America, a la Mejor comedia adaptada (Frank Waldman y Blake Edwards).

## Argumento
El exjefe del inspector Clouseau, Charles Dreyfus se vuelve loco y amenaza con destruir el mundo si las autoridades no le entregan a Clouseau para que pueda deshacerse de él y acabar con todas sus pesadillas. Como garantía de que puede hacerlo, desaparece el edificio de la ONU. Asustados, varios países mandan a sus mejores asesinos para acabar con Clouseau, pero todos fracasan. Finalmente, Clouseau (accidentalmente) hace desaparecer a Dreyfus y al castillo que habitaba.

## Candidaturas
- La canción Come to me de Henry Mancini y Don Black fue candidata al Premio Óscar.
- La película fue candidata al premio Globo de Oro, a la Mejor película.
- Peter Sellers fue candidato al premio Globo de Oro, al Mejor actor.